# Road Warrior Animal
Joseph Aaron "Joe" Laurinaitis (Filadelfia, Pensilvania; 12 de septiembre de 1960-Misuri, Misuri; 23 de septiembre de 2020) fue un luchador profesional estadounidense, más conocido como Road Warrior Animal. Junto con Road Warrior Hawk, Laurinaitis fue la mitad del equipo conocido como los The Road Warriors (WCW) o The Legion of Doom (WWE). Era hermano de John Laurinaitis, ex-gerente general de RAW y SmackDown.

## Vida personal
Joe Laurinaitis creció en Minnesota, y tuvo que trabajar para ganarse la vida desde una edad muy temprana. Asistió a la Irondale High School. Tuvo tres hijos, el más conocido de ellos es James Laurinaitis, jugador de fútbol americano titular de los St Louis Rams de la NFL.

## Carrera

### Inicios (1982–1983)
Joe hizo su debut en noviembre de 1982, compitiendo como The Road Warrior usando un gimmick de motero. Después de solo unos pocos combates como competidor individual, la carrera y la vida de Joe cambió para siempre gracias a una idea de Paul Ellering.

### World Wrestling Federation (1990-1992)
The Road Warriors inmediatamente firmó con la WWE en 1990 y fueron empujados hacia un feudo con el más famoso de todos los "Road Warrior Clones",  Demolition, un grupo que incluía a su viejo compañero de entrenamiento Barry Darsow. Debido a la delicada salud de un miembro de Demolición (Bill Eadie / "Ax") fue reemplazado por Crush, pero la magia del Demolición original había desaparecido y la pelea no estuvo a la altura de las grandes expectativas de los aficionados.
Un poco más de un año después de firmar con la WWF, la Legion of Doom ganó el Campeonato Mundial en Parejas y lo retuvieron durante unos 8 meses.

### World Wrestling Entertainment (2003-2006, 2012)
Animal y Hawk hicieron una aparición sorpresa en RAW el 12 de mayo de 2003 cuando enfrentaron a los Campeones Mundiales en Parejas Rob Van Dam y Kane, sin embargo, fueron derrotados. A pesar de esto, ambos tenían esperanzas de regresar a la WWE como the Road Warriors. Sin embargo, Hawk murió el 19 de octubre de 2003.
En 2005, Animal hizo un regreso a la WWE el 14 de julio en SmackDown!, donde salvó a Jon Heidenreich de un ataque de los Campeones en Parejas de la WWE MNM (John Hennigan & Joey Mercury). Debido a aquello comenzó a hacer equipo con Heidenreich para así derrotar en The Great American Bash a MNM, ganando los Campeonatos en Parejas de la WWE. Después de la lucha dedicó la victoria a Hawk diciendo "Hawk, esto es para ti, hermano!". Después convenció a Heidenreich a que afeitara su cabello en un corte mohicano, que se colocara pintura en la cara y el 18 de agosto en SmackDown!, Animal le nombró miembro "oficial" de The Legion of Doom y se presentó con un par de picos al estilo Road Warrior así ambos reformando el equipo Legion of Doom. Luego continuaron su feudo con MNM donde Christy Hemme comenzó a ser su valet. En No Mercy, Legion of Doom (Animal, Heidenreich & Christy Hemme) derrotaron a MNM (Joey Mercury, Johnny Nitro & Melina). Luego continuaron su feudo con MNM por varias semanas, hasta que el 28 de octubre fueron derrotados por MNM debido a la interferencia de The Dicks (Chad and James) perdiendo los campeonatos en una lucha en la que participaban The Mexicools (Super Crazy & Psicosis) y Paul Burchill & William Regal. Luego continuaron formando equipo teniendo un pequeño feudo con The Dicks hasta que el 16 de enero de 2006 Heidenreich fue liberado de la WWE rompiendo el equipo. Animal en Royal Rumble participó en el Royal Rumble Match siendo eliminado por Rob Van Dam.
El 3 de marzo en SmackDown!, Animal se asoció con Matt Hardy para enfrentar a MNM. Después de que perdieran el combate, Animal cambió a heel por segunda vez en su carrera atacando la rodilla de Hardy. Animal razonó que él se dio cuenta de que Hardy y Heidenreich fueron screw-ups y que Road Warrior Hawk fue el único socio para él. Después de volverse heel, Animal, una vez más cambió su nombre a The Road Warrior, dejando de pintarse la cara y dejando de llevar la vestimenta de Road Warrior. El aspecto que tenía era similar a su viejo aspecto en la década de 1980 que tuvo antes de asociarse con Hawk. Luego finalizó su feudo con Hardy enfrentándose ambos en un combate de clasificación al Money in the Bank, siendo derrotado.
En su última lucha en la WWE derrotó a Paul Burchill el 6 de mayo en Velocity. El 26 de junio de 2006 fue liberado de su contrato por WWE.
El 20 de julio de 2012, apareció en SmackDown como la leyenda de turno para enfrentarse a Heath Slater, saliendo victorioso.
Apareció nuevamente en Raw 1000 junto con las otras leyendas que se habían enfrentado a Slater.

## Muerte
Laurinaitis falleció el 23 de septiembre de 2020 a la edad de 60 años por causas naturales en su residencia de Osage Beach, Misuri. La WWE emitió un comunicado con respecto a su muerte brindando sus condolencias a los familiares de Animal. El ex-mánager de The Road Warriors, Paul Ellering también le rindió tributo a su fallecido amigo.

## En lucha
- Movimientos finales
  - Jumping Elbow Drop
  - Scoop powerslam

## Campeonatos y logros
- All Japan Pro Wrestling
  - NWA International Tag Team Championship (1 vez) – con Road Warrior Hawk
- American Wrestling Association
  - AWA World Tag Team Championship (1 vez) – con Road Warrior Hawk
- Fighting World of Japan Pro Wrestling
  - World Japan Tag Team Championship (1 vez) – con Road Warrior Hawk
- Georgia Championship Wrestling
  - NWA National Tag Team Championship (4 veces) – con Road Warrior Hawk
- i-Generation Superstars of Wrestling
  - i-Generation Tag Team Championship (3 veces) – con Road Warrior Hawk
- Independent Pro Wrestling
  - IPW Tag Team Championship (1 vez) – con Road Warrior Hawk
- International Wrestling Superstars
  - IWS World Tag Team Championship (1 vez) – con Road Warrior Hawk
- Jim Crockett Promotions / World Championship Wrestling
  - NWA World Six-Man Tag Team Championship (3 veces) – con Road Warrior Hawk & Dusty Rhodes (2) y Road Warrior Hawk & Genichiro Tenryu (1)1
  - NWA World Tag Team Championship (Mid-Atlantic version) (1 vez) – con Road Warrior Hawk2
  - Iron Team Tournament (1989) – with Road Warrior Hawk
  - Jim Crockett, Sr. Memorial Cup (1986) – con Road Warrior Hawk
- National Wrestling Alliance
  - NWA Hall of Fame (Clase de 2012)[8]
- Professional Championship Wrestling (Texas)
  - PCW Tag Team Championship (1 vez) – con Road Warrior Hawk
- Professional Wrestling Hall of Fame and Museum
  - (Clase de 2011) (Como miembro de The Road Warriors)[9]

- Toryumon Mexico
  - UWA World Tag Team Championship (1 vez, actual) - con Power Warrior[10]
- World Wrestling Federation / World Wrestling Entertainment
  - WWE Tag Team Championship (1 vez) – con Heidenreich
  - WWF World Tag Team Championship (2 veces) – con Road Warrior Hawk
  - WWE Hall of Fame (Clase de 2011)

- Pro Wrestling Illustrated
  - Equipo del año (1983) con Hawk (The Road Warriors)[11]
  - Equipo del año (1984) con Hawk (The Road Warriors)[12]
  - Equipo del año (1985) con Hawk (The Road Warriors)[13]
  - Equipo del año (1988) con Hawk (The Road Warriors)[14]
  - PWI Comeback of the Year (2005)
  - PWI Feud of the Year (1987) with Road Warrior Hawk and The Super Powers (Dusty Rhodes and Nikita Koloff) vs. The Four Horsemen (Ric Flair, Arn Anderson, Tully Blanchard, and Lex Luger)
  - PWI ranked him #64 of the 500 best singles wrestlers of the "PWI Years" in 2003
  - PWI ranked him #1 of the 100 best tag teams of the "PWI Years" with Road Warrior Hawk in 2003

- Wrestling Observer Newsletter awards
  - Rookies of the Year (1983) with Road Warrior Hawk
  - Tag Team of the Year (1984) with Road Warrior Hawk
  - Wrestling Observer Newsletter Hall of Fame (Class of 1996)

1The Road Warriors reign with the NWA World Six-Man Tag Team Championship, with Genichiro Tenryu, began December 7, 1988 after Ted Turner's purchase of Mid-Atlantic Championship Wrestling from Jim Crockett, Jr. and having it renamed World Championship Wrestling.
2Hawk and Animal's reign with this championship also happened after Ted Turner bought and renamed the promotion. However, it took place before the title was renamed the WCW World Tag Team Championship.